# Micheal Clemons
Micheal Clemons (Garland, Texas, 21 de agosto de 1997) es un jugador profesional estadounidense de fútbol americano, se desempeña en la posición de defensive end en New York Jets, en la National Football League (NFL).

## Carrera
Fue seleccionado en la cuarta ronda en la Reunión Anual de Selección de Jugadores de la NFL de 2022. Hizo su debut profesional con el equipo New York Jets, donde lleva jugando dos temporadas.